# Parastenocaris vicesima
Parastenocaris vicesima är en kräftdjursart som beskrevs av Walter Klie 1935. Parastenocaris vicesima ingår i släktet Parastenocaris, och familjen Parastenocarididae. Arten är reproducerande i Sverige.